# Hillel Slovak
Hillel Slovak (Haifa (Israël), 13 april 1962 - Los Angeles, 25 juni 1988) was de eerste gitarist van de Red Hot Chili Peppers.

## Biografie
Op vijfjarige leeftijd verhuisde hij met zijn ouders en zijn broer, James Slovak, naar Los Angeles. Op de middelbare school (Fairfax High) leerde hij vanwege zijn idool Jimi Hendrix gitaarspelen en later vormde hij een band met enkele van zijn medeleerlingen; Jack Irons, Todd Strasman en Alain Johannes. Deze band, die voornamelijk covers speelde van Queen en Led Zeppelin, heette oorspronkelijk Chain Reaction. Later zou de band Anthem, Anthym en What Is This? heten.
Vlak voor kerst 1977, was het eerste optreden van (toen nog) Chain Reaction. Op het podium in de aula van Fairfax High werd de band opgemerkt door zowel Anthony Kiedis als Michael Balzary (beter bekend als Flea). Enkele jaren later vormden deze laatst genoemde twee samen met Hillel Slovak en Jack Irons de Red Hot Chili Peppers.
In 1982 kreeg de band een platencontract aangeboden. Dit was lastig voor driekwart van de Peppers: Slovak en Irons zaten samen nog in What Is This?, en Flea speelde in het punkrockbandje Fear. Slovak en Irons maakten de keuze om in What Is This te blijven (die inmiddels ook een contract had), terwijl Flea een Chili Pepper bleef.
Toch bedacht Slovak zich. In 1985 keerde hij terug naar de Red Hot Chili Peppers. Niet veel later, eind 1986, verliet ook Irons What Is This?. Met de oorspronkelijke combinatie maakten ze het derde Chili Peppers-album, The Uplift Mofo Party Plan, dat in 1987 uitkwam.
Inmiddels was Slovak na jarenlange verslaving afgekickt van de drugs, net als Kiedis. Het leek goed te gaan: geld, een auto (Datsun B210), en hij was eindelijk clean. De opnamen voor het vierde album stonden gepland op 29 juni 1988. Hij bleek echter toch geen weerstand te kunnen bieden aan de verleiding. Kort voor de nieuwe opnamen scoorde hij wat drugs (smack) en overleed op 25 juni 1988 aan een overdosis. Hij was toen pas 26 jaar oud.
Na zijn dood stelde zijn broer James Slovak het boek Behind The Sun samen, met dagboekfragmenten van Slovak en een paar foto's. Het boek draagt dezelfde titel als een van Slovaks meesterwerken, het nummer Behind The Sun. Slovak heeft een grote invloed gehad op het gitaarspel van zijn opvolger, John Frusciante, en de Red Hot Chili Peppers hebben nog enkele nummers over zijn dood geschreven, zoals Knock Me Down, My Lovely Man en Feasting On The Flowers

- International Standard Name Identifier: 0000 0000 5368 1613
- Library of Congress Control Number: no2003105711
- MusicBrainz: e9abbfc9-6140-4fdc-ba65-eb6592533134
- Nationale Bibliotheek van Tsjechië: xx0160935
- Virtual International Authority File: 19376711
- WorldCat: E39PBJh4tx4WcW4XPPGbTcRBT3